# María Alicia Delgado
María Alicia Delgado (n. Monterrey, Nuevo León, México; 18 de marzo de 1949) es una actriz y locutora mexicana que ha participado en distintos programas, tanto cómicos como en series y telenovelas. También ha incursionado en el doblaje. 
Realizó su debut en televisión en el año 1984 en El tesoro del saber como Marilú. Es más recordada por su participación en ¡Anabel!, al lado de Anabel Ferreira y Eugenio Derbez. Ha participado en las telenovelas  Zacatillo, un lugar en tu corazón, Amorcito corazón, De que te quiero, te quiero, Enamorándome de Ramón y La vecina, por mencionar algunas, además de unitarios como La rosa de Guadalupe. Su participación más reciente en televisión fue en Médicos, línea de vida como Martha.

## Cine
- Yo, tú, él y el otro (1993) .... Ángeles
- Perfume, efecto inmediato (1994) .... Miriam
- Rumbo a los premios furia musical 2004 (2004) .... Estefana
- Un gallo con muchos huevos (2015)...Abuela
- Un rescate de huevitos (2021) ... Abuela[1]

## Programas y series
- Odisea Burbujas (1981-1983) ... Varios Personajes (Infantil)
- El tesoro del saber (1982-1987) .... Marilú
- ¡Anabel! (1988-1996) .... Varios Personajes (Comedia)
- Videoteatros (1993) .... Ilka
- La Tía de las Muchachas (1997)
- Derbez en cuando (1998-1999) .... Alz (Comedia)
- Humor es... los Comediantes (1999-2001) .... La Abuela (Comedia)
- Diseñador ambos sexos Capítulo 17: Trabajando como abejita (2001) .... Directora de comercial
- XHDRBZ (2002-2003) .... Alz
- Cero en conducta (2002-2003) .... La Abuela (Comedia)
- La casa de la risa (2003-2005) .... Varios Personajes (Comedia)
- Hoy (2006) .... Ella Misma
- Una familia de diez (2007) .... Doña Romina
- Hermanos y detectives (2009) 1 capítulo (2009)
- Estrella2 (2012) 1 capítulo (2013) .... Invitada (Comedia)
- La rosa de Guadalupe (2016)
  - Un buen día para amar (2016) - Doña Luisita

## Telenovelas
- El diario de Daniela (1998) .... Eva García
- Serafín (1999) .... Cachita
- Sueños y caramelos (2005) .... Adelina "Ady"
- Querida enemiga (2008) .... Madre Trinidad
- Zacatillo, un lugar en tu corazón (2010) .... Alicia "Lichita" López y López
- Amorcito corazón (2011-2012) .... Susana "Susy"
- De que te quiero, te quiero (2013-2014) .... Lucrecia Capone / Prudencia "Jechu" Zapata Osorio
- La vecina (2015-2016) .... Marina Zaldívar
- Enamorándome de Ramón (2017) .... Fredesvinda Solórzano Vda. de Suárez
- Ringo (2019) .... Clara Navarro
- Médicos, línea de vida (2019-2020) .... Martha[2]
- Fugitivas, en busca de la libertad (2024) .... María del Rosario "Charo" Hernández[3]
- Monteverde (2025) .... Madre Gustava Río Seco[4]

## Premios y nominaciones

### Premios TVyNovelas
| Año  | Categoría           | Trabajo  | Resultado |
| ---- | ------------------- | -------- | --------- |
| 1991 | Mejor actriz cómica | ¡Anabel! | Nominada  |

### Premios Califa de Oro 2010
| Categoría               | Persona              | Resultado |
| ----------------------- | -------------------- | --------- |
| Mejor actuación del año | María Alicia Delgado | Ganadora  |